# Japanischer Flieder

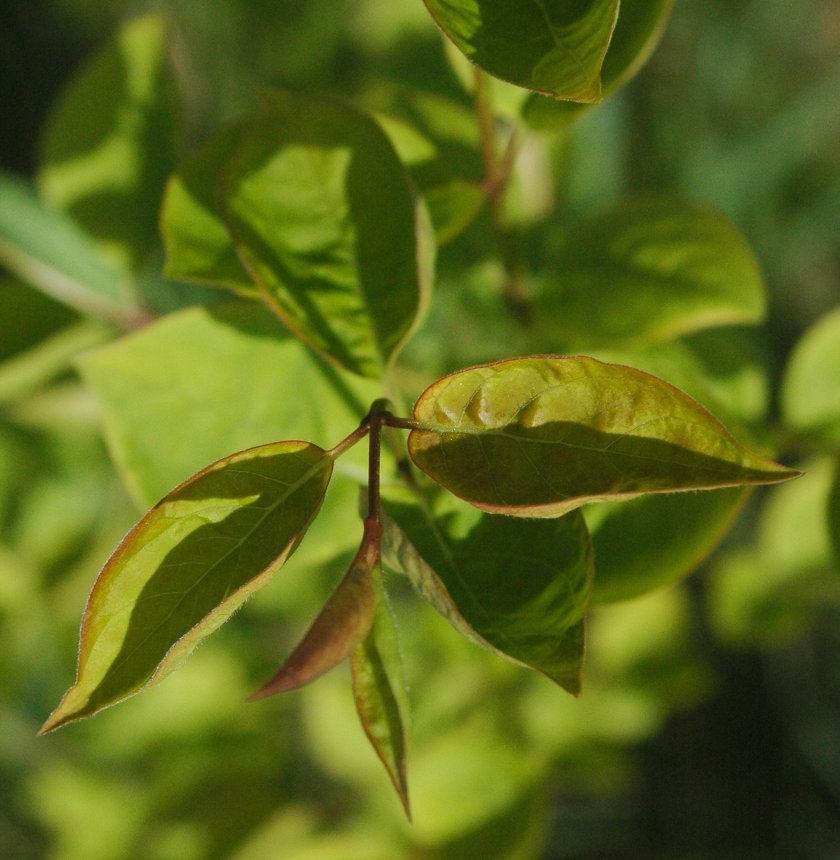
Blätter

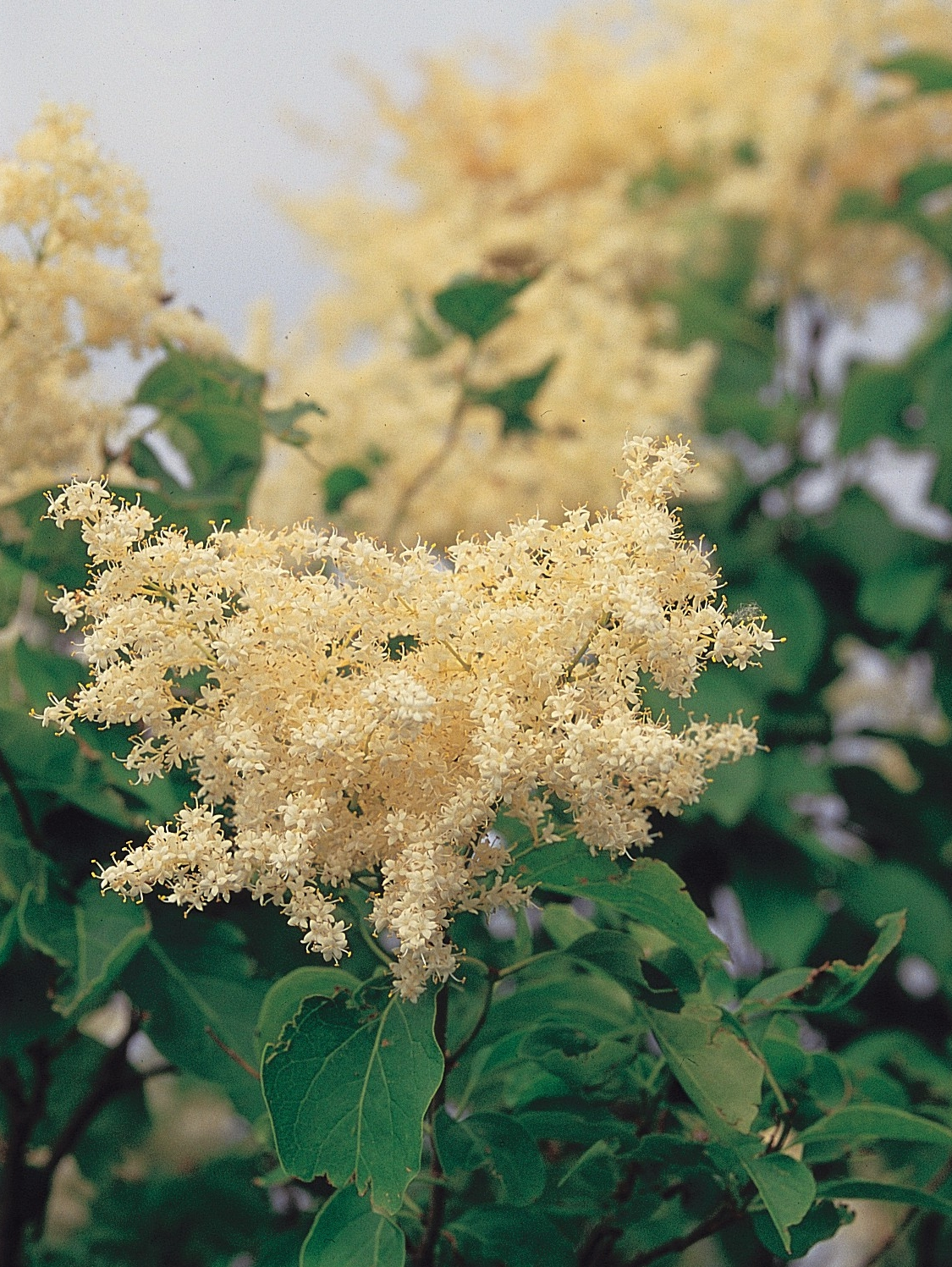
Blütenstand

Der Japanische Flieder (Syringa reticulata) ist ein Strauch oder Baum mit gelblich weißen und nach Liguster duftenden Blüten aus der Familie der Ölbaumgewächse (Oleaceae). Das natürliche Verbreitungsgebiet liegt in Japan, Korea, China, der Mongolei und im Osten Russlands. Die Art wird häufig als Zierstrauch verwendet.

## Beschreibung
Der Japanische Flieder ist ein 2 bis 10 selten 15 Meter hoher Strauch oder auch ein kurzstämmiger oder mehrstämmiger Baum mit eiförmig-rundlicher Krone und mit sich in waagrechten Streifen ablösender Borke. Die Zweige sind kahl und glänzend rötlich. Endknospen fehlen. Die Laubblätter haben einen 1 bis 3 Zentimeter langen Stiel. Die Blattspreite ist krautig, einfach, 2,5 bis 13 Zentimeter lang und 1 bis 6, selten 8 Zentimeter breit, eiförmig, elliptisch-eiförmig, eiförmig-lanzettlich, länglich-lanzettlich bis mehr oder weniger rundlich, mit spitzer, zugespitzter oder geschwänzt zugespitzter Blattspitze und gerundeter, keilförmiger, gestutzter oder mehr oder weniger herzförmiger Basis. Die Blattoberseite ist frischgrün, die Unterseite blaugrün, kahl oder selten flaumig behaart.
Die Blüten wachsen in 5 bis 20, selten 27 Zentimeter langen und 3 bis 20 Zentimeter durchmessenden, seitständigen, dichten und oft zu mehreren zusammenstehenden Rispen. Die Blüten haben einen 0 bis 2 Millimeter langen Stiel. Der Kelch ist 1 bis 2 Millimeter lang. Die Blütenkrone ist 3 bis 5 Millimeter breit und gelblich weiß. Die Kronröhre ist gleich lang bis etwas länger als der Blütenkelch. Die Staubbeutel ragen weit aus der Kronröhre heraus. Die Blüten duften nach Liguster. Als Früchte werden 1,5 bis 2,5 Zentimeter lange, lang elliptische bis lanzettliche, säbelartig gekrümmte, glatte oder mit Korkporen besetzte Kapseln gebildet. Der Japanische Flieder blüht von Mai bis August, die Früchte reifen von August bis Oktober.
Die Chromosomenzahl beträgt 2n = 46.

## Verbreitung
Das natürliche Verbreitungsgebiet liegt in Japan auf den Inseln Hokkaidō, Honshū, Kyushu und Shikoku, in Südkorea, in den chinesischen Provinzen Gansu, Hebei, Heilongjiang, Henan, Jilin, Liaoning, Ningxia, Shaanxi, Shanxi, im Norden von Sichuan und in der Inneren Mongolei, in der Mongolei und in Russland in der Oblast Amur und in der Region Primorje. Der Japanische Flieder wächst in Mischwäldern, auf Grasflächen, in Schluchten und Tälern in Höhen von 100 bis 2400 Metern auf mäßig trockenen, frischen bis feuchten, schwach sauren bis neutralen, sandigen Böden an sonnigen Standorten. Die Art ist wärmeliebend und frosthart.

## Systematik
Der Japanische Flieder (Syringa reticulata) ist eine Art aus der Gattung der Flieder (Syringa) in der Familie der Ölbaumgewächse (Oleaceae). Dort wird die Gattung der Tribus Oleeae zugeordnet. Die Art wurde von Carl Ludwig Blume als Ligustrum reticulatum (Basionym) erstmals wissenschaftlich beschrieben und in die Gattung der Liguster (Ligustrum) gestellt. Hara Hiroshi stellte die Art 1941 als Syringa reticulata in die Gattung der Flieder. Der Gattungsname Syringa wurde von Linné 1753 gewählt, zuvor ab etwa dem 16. Jahrhundert wurde der Name sowohl für den Gemeinen Flieder (Syringa vulgaris) als auch für den Europäischen Pfeifenstrauch (Philadelphus coronarius) verwendet. Er wurde wahrscheinlich von der griechischen „syrigs“ abgeleitet, einem Blasinstrument, das man aus den Ästen des Pfeifenstrauchs herstellen kann. Das Artepitheton reticulata stammt aus dem Lateinischen und bedeutet „netzartig“.
Es werden drei Unterarten unterschieden:
- Amur-Flieder[8] (Syringa reticulata subsp. amurensis  (Ruprecht) P.S.Green & M.C.Chang) bildet 4 bis 10 selten 15 Meter hohe Bäume. Die Blätter haben einen dicken, 1 bis 2 Zentimeter langen Stiel. Die Blattspreite ist eiförmig, elliptisch-eiförmig bis länglich-lanzettlich. Der Blütenkelch ist 1,5 bis 2 Millimeter lang, die Blütenkrone 4 bis 5 Millimeter breit. Die Fruchtkapseln haben stumpfe Enden. Die Unterart blüht von Juni bis Juli, die Früchte reifen von August bis Oktober. Das Verbreitungsgebiet liegt in Mischwäldern, im Grasland und in Schluchten in 100 bis 1200 Metern Höhe in China in Heilongjiang, Jilin, Liaoning, in der Inneren Mongolei, in Korea und im Osten Russlands. Rinde und Zweige werden als entzündungshemmendes und harntreibendes Mittel eingesetzt, die Blüten werden zur Herstellung von Parfums verwendet. Die Unterart wurde 1856 von Franz Joseph Ruprecht als eigene Art Syringa amurensis (Basionym) erstbeschrieben und 1995 als Unterart Syringa reticulata zugeordnet.[9]
- Syringa reticulata subsp. reticulata ist in Japan endemisch.[3]
- Syringa reticulata subsp. pekinensis (Ruprecht) P.S.Green & M.C.Chang bildet 2 bis 5 selten 10 Meter hohe Sträucher oder kleine Bäume. Der Blattstiel ist dünn und 1,5 bis 3 Zentimeter lang. Die Blattspreite ist eiförmig, eiförmig-lanzettlich oder rundlich. Der Blütenkelch ist 1 bis 1,5 Millimeter lang, die Blütenkrone hat Durchmesser von 3 bis 4 Millimeter. Die Kapselfrucht hat ein spitzes bis zugespitztes Ende. Die Unterart blüht von Mai bis August, die Früchte reifen von August bis Oktober. Das Verbreitungsgebiet liegt in Wäldern auf Berghängen, in Tälern und entlang von Schluchten in 600 bis 2400 Metern Höhe in Gansu, Hebei, Henan, der Inneren Mongolei, Ningxia, Shaanxi, Shanxi und im Norden von Sichuan. Die Unterart wurde 1857 von Franz Joseph Ruprecht als eigene Art Syringa pekinensis (Basionym) erstbeschrieben und 1995 als Unterart Syringa reticulata zugeordnet.[9][10]

## Verwendung
Der Japanische Flieder wird häufig als Zierstrauch verwendet.

## Nachweise